# Lopinga nemorum
Lopinga nemorum is een vlinder uit de familie van de Nymphalidae, uit de onderfamilie van de Satyrinae. De soort is voor het eerst wetenschappelijk beschreven als Pararge nemorum door Charles Oberthür in een publicatie uit 1890.
De soort komt voor in China (Yunnan).